# 竹原友三郎 (2代)
2代 竹原 友三郎（たけはら ともさぶろう、1891年〈明治24年〉4月4日 - 1973年〈昭和48年〉6月4日）は、大正から昭和にかけての日本の実業家である。大阪の証券会社竹原証券の社長や関西土地社長、不動化学工業（現・フドー化学）社長などを務めた。友三郎の名は養父・初代友三郎から継いだもので、襲名前は竹原 義一を名乗った。

## 経歴
2代竹原友三郎は、1891年（明治24年）4月4日、太田聿郎の長男として生まれた。出身地は大阪府高槻市、初名は義一。のちに伯父にあたる大阪市で両替商・株式仲買業を営む初代竹原友三郎の養子となる。また岸和田の富豪寺田甚与茂の次女・秀（1894年生）を妻とした。学業は1913年（大正2年）に大阪高等商業学校を卒業した。
1918年（大正7年）9月、初代友三郎が死去する。養父の死去に伴い竹原義一は襲名（2代竹原友三郎）の上、養父が営んできた竹原商店を継いだ。翌1919年（大正8年）2月、証券会社の株式会社竹原商店を設立し、その代表取締役に就いた。同社は竹原家の個人商店を会社組織に改めたもので、設立直後の戦後恐慌期にも堅実経営で事業を拡大し特に起債市場で有力な証券会社となっていく。1928年（昭和3年）6月には社名を竹原証券株式会社と改めた。また竹原商店のほかの主な事業に関西土地（旧・帝国信託）があった。竹原は帝国信託時代の1920年（大正9年）12月代表取締役に就任。同社は群小土地会社を次々と合併し、大阪市内外に広大な土地を持つ土地会社へと発展した。
上記竹原商店・関西土地以外にも多数の会社役員を兼ねた。その一つ大阪の日本舎密肥料（後の日本化学肥料）では1919年7月取締役に就任し、1922年（大正11年）より矢野慶太郎の後任として社長を務めた。翌1923年（大正12年）5月に日本化学肥料が同業の大日本人造肥料（現・日産化学）に吸収されると大日本人造肥料の取締役へと移り、以後1932年（昭和7年）1月まで在職した。日本舎密肥料に続いて1919年12月名古屋市の電力会社名古屋電灯の取締役に就任。後身の大手電力東邦電力でも引き続き取締役に選ばれ、1932年1月まで務めた。電力会社では同じく大手の日本電力でも1926年（大正15年）10月から1931年（昭和6年）12月にかけて取締役を務めている。
1940年（昭和15年）8月、社長を務める関西不動産（旧・関西土地）は不動産部門を切り離して土木建築請負業を主とする不動建築株式会社へと転換される。翌1941年（昭和16年）4月には竹原証券廃業に伴い戸口千尋ら従業員・関係者によりその営業を引き継ぐ形で山大証券が設立された。証券業界から退いた竹原は関西の工業界へと活動の中心を移し、太平洋戦争後にかけて不動建築社長や不動化学工業・不動工業・日本木管の社長を兼ねた。このうち不動化学工業（現・フドー化学）は1935年（昭和10年）に田中塗料工業として設立された会社で、フェノール樹脂や尿素樹脂などプラスチックのメーカーとして発展する。ただし同社では1957年（昭和32年）に原材料の供給元であった日本瓦斯化学工業（現・三菱ガス化学）が資本参加したため榎本隆一郎が社長となっている。
1973年（昭和48年）6月4日に死去した。82歳没。